# Laccogrypota pulchra
Laccogrypota pulchra är en insektsart som beskrevs av Schmidt 1920. Laccogrypota pulchra ingår i släktet Laccogrypota och familjen spottstritar. Inga underarter finns listade i Catalogue of Life.